# عبدالرحیم وردک
ژنرال عبدالرحیم وردک وزیر دفاع پیشین افغانستان، متولد ولایت میدان وردک است. او در آکادمی نظامی افغانستان درس خوانده و بعداً برای تحصیلات بیشتر نظامی به آمریکا و مصر سفر کرد.
درسال۲۰۱۳ وردک دکترای افتخاری در رشته علوم نظامی را از دانشگاه نظامی کانادا بدست آورد.
این ژنرال چهار ستاره افغان دو بار از سوء قصد جان به سلامت برده است.
ژنرال وردک در سال ۲۰۰۴ بعد از انتخابات ریاست جمهوری، از سوی حامد کرزی، رئیس جمهوری افغانستان به عنوان وزیر دفاع افغانستان منصوب شد. او در سپتامبر ۲۰۱۲، بعد از استیضاح پارلمان رد صلاحیت شد و بعد از آن به کارش در وزارت دفاع پایان داد.
آقای وردک در یک سال گذشته به عنوان مشاور ارشد دفاعی و اصلاحات نظامی حامد کرزی کار کرد و قبل از ثبت نام برای نامزدی انتخابات ریاست جمهوری افغانستان از این سمت استعفا داد.
در دوران جنگ علیه نیروهای شوروی سابق، ژنرال وردک عضو یکی از احزاب هفت‌گانه جهادی به نام محاذ ملی به رهبری پیر سید احمد گیلانی بود.
بعد از روی کار آمدن دولت مجاهدین به رهبری برهان الدین ربانی، آقای وردک رئیس ستاد ارتش افغانستان شد.
در اخیر دهه ۹۰ میلادی آقای وردک عضو گروه سیاسی نزدیک به شاه سابق افغانستان موسوم به گروه رم شد و در کنفرانس بن در سال ۲۰۰۱ به عنوان نماینده این گروه شرکت کرد.
آقای وردک به زبان‌های فارسی، پشتو و انگلیسی صحبت می‌کند و از او مقالاتی در امور نظامی منتشر شده است.